# Feature Driven Development
Feature driven development (FDD, розробка, керована функціональністю) —  ітеративна методологія розробки  програмного забезпечення, одна з  гнучких методологій розробки (agile). FDD являє собою спробу об'єднати найбільш визнані в індустрії розробки програмного забезпечення методики, які беруть за основу важливу для замовника функціональність (властивості) розроблюваного програмного забезпечення. Основною метою даної методології є розробка реального, працюючого програмного забезпечення систематично, в поставлені терміни.

## Історія
FDD була запропонована Джеффом Де Люка для проєкту (розрахованого на 15 місяців і 50 осіб) з розробки програмного забезпечення для одного великого Сінгапурського банку в 1997 році. Де Люка виділив набір з п'яти процесів, що охоплює як розробку загальної моделі, так і ведення списку, планування, проєктування і реалізацію елементів функціональності (англ. feature).
Перший опис FDD з'явився в 1996 році в главі 6 книги  Java Modeling in Color with UML  . У книзі  A Practical Guide to Feature-Driven Development   (2002 рік) опис FDD було узагальнено, і зокрема позбавлено від прив'язок до конкретної мови програмування.

## Огляд
FDD включає в себе п'ять базових видів діяльності:
1. Розробка загальної моделі;

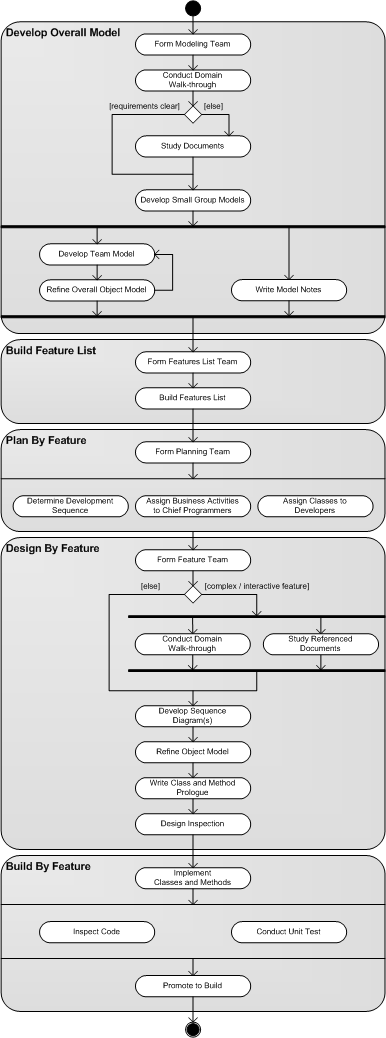

2. Складання списку необхідних функцій системи;
3. Планування роботи над кожною функцією;
4. Проєктування функції;
5. Реалізація функції.

Перші два процеси відносяться до початку проєкту. Останні три здійснюються для кожної функції. Розробники в FDD діляться на «господарів класів» і «головних програмістів». Головні програмісти залучають господарів задіяних класів до роботи над черговою властивістю. Робота над проєктом передбачає часті збірки і ділиться на ітерації, кожна з яких передбачає реалізацію певного набору функцій.

### Розробка загальної моделі
Розробка починається з високорівневого наскрізного аналізу обсягу кола вирішуваних завдань і контексту системи. Далі для кожної модельованої області робиться більш детальний наскрізний аналіз. Наскрізні опису складаються в невеликих групах і виносяться на подальше обговорення та експертну оцінку. Одна з пропонованих моделей або їх об'єднання стає моделлю для конкретної області. Моделі кожній області завдань об'єднуються в загальну підсумкову модель, яка змінюється в ході роботи.

### Складання списку можливостей (функцій)
Інформація, зібрана при побудові загальної моделі, використовується для складання списку функцій. Це здійснюється розбиттям областей (англ. domain) на підобласті (предметні області, англ. subject areas) з точки зору функціональності. Кожна окрема підобласть відповідає якомусь бізнес-процесу, кроки якого стають списком функцій (властивостей). У даному випадку функції - це маленькі частини розуміються користувачем функцій, представлених у вигляді «<дія> <результат> <об'єкт>», наприклад, «перевірка пароля користувача». Розробка кожної функції повинна займати не більше 2 тижнів, інакше задачу необхідно розбити на кілька підзадач, кожна з яких зможе бути завершена за встановлений двотижневий термін.

### План за властивостями (функціями)
Після складання списку основних функцій, настає черга складання плану розробки програмного забезпечення. Володіння класами розподіляється серед провідних програмістів шляхом упорядкування та організації властивостей (або наборів властивостей) в класи.

### Проєктування функцій
Для кожної властивості створюється проєктувальний пакет. Провідний программіст виділяє невелику групу властивостей для розробки протягом двох тижнів. Разом з розробниками відповідного класу провідний програміст складає докладні  діаграми послідовності для кожної властивості, уточнюючи загальну модель. Далі пишуться «болванки» класів і методів, і відбувається критичний розгляд дизайну.

### Реалізація функції
Після успішного розгляду дизайну, дана видима клієнту функціональність реалізується до стану готовності. Для кожного класу пишеться програмний код. Після  модульного тестування кожного блоку і перевірки коду, завершена функція включається в основний проєкт (англ. build).

## Етапи
Так як функції малі, то їх розробка - відносно легке завдання. Для  моніторингу проєкту з розробки ПЗ і надання точних даних про розвиток проєкту необхідно протоколювати розробку кожної властивості (функції). FDD виділяє шість послідовних етапів для кожної функції (властивості). Перші три повністю завершуються в процесі проєктування, останні три - в процесі реалізації. Для зручності контролю за виконанням робіт на кожному етапі показується відсоток його готовності (виконання). У таблиці нижче наведені основні етапи. Функція, яка все ще знаходиться в розробці, завершена на 44% (Аналіз області 1% + Дизайн 40% + Перевірка дизайну 3% = 44%)
| Аналіз області | Дизайн | Перевірка дизайну | Код  | Перевірка коду | Включення до збірки |
| 1 %            | 40 %   | 3 %               | 45 % | 10 %           | 1 %                 |

## Передовий досвід
FDD побудований на основі набору передового досвіду (набору найкращих практик), визнаного в галузі і отриманого з  інженерії програмного забезпечення. Ці практичні методи будуються з точки зору важливого для клієнта функціоналу. Нижче подано короткий опис кожного методу:
- Об'єктне моделювання області.  Об'єктне моделювання складається з дослідження і з'ясування рамок предметної області розв'язуваної задачі. Результатом є загальний каркас, який можна надалі доповнювати функціями.

- Розробка по функції.  Будь-яка функція, яка занадто складна для розробки протягом двох тижнів, розбивається на менші підфункції до тих пір, поки кожна підзадача не може бути названа властивістю (тобто, бути реалізована за 2 тижні). Це полегшує створення коректно працюючих функцій, розширення і модифікацію системи.

- Індивідуальне володіння класом (кодом).  Означає, що кожен блок коду закріплений за конкретним власником-розробником. Власник відповідальний за узгодженість, продуктивність і концептуальну цілісність своїх класів.

- Команда з розробки функцій (властивостей).  Команда з розробки функцій (властивостей) - маленька команда розробників, яка формується динамічно і займається невеликою підзадачею. Дозволяє декільком розробникам брати участь у дизайні властивості, а також оцінювати дизайнерські рішення перед вибором найкращого.

- Перевірка коду  (англ. code review) Перевірки забезпечують хорошу якість коду, в першу чергу шляхом виявлення помилок.

- Конфігураційне управління.  Допомагає з ідентифікацією вихідного коду для всіх функцій (властивостей), розробка яких завершена на поточний момент, і з протоколюванням змін, зроблених розробниками класів.

- Регулярна збірка.  Регулярна збірка гарантує, що завжди є продукт (система), яка може бути представлена замовнику, і допомагає знаходити помилки при об'єднанні частин вихідного коду на ранніх етапах.

- Осяжність ходу робіт і результатів.  Часті і точні звіти про хід виконання робіт на всіх рівнях всередині і за межами проєкту допомагають менеджерам правильно керувати проєктом.

## Див. Також
Гнучка розробка програмного забезпечення